# Manana Kochladze
Manana Kochladze (nascida em 1972) é uma bióloga e ambientalista georgiana. Ela recebeu o Prémio Ambiental Goldman em 2004 pelas suas campanhas ambientais, em particular em relação a oleodutos em áreas vulneráveis. Originalmente formada para ser cientista, ela mudou de área para se tornar numa activista ambiental. Em 1990 ela fundou a organização não governamental Green Alternative.